# Айнарс Межуліс
Айнарс Межуліс (народився  18 березня 1962 року  в Смілтені ) — латиський філолог, педагог, громадський і політичний діяч . Нині А.Межуліс очолює представництво Латвійської агенції інвестиційного розвитку в Україні , а також є членом смілтенської повітової ради. Він був  депутатом 12-го Сейму та головою Смілтенської міської ради. Окрім цього був членом кількох партій, наразі безпартійний.
У 1985 році А. Межуліс закінчив філологічний факультет Латвійського державного університету .
До того як зайнятися муніципальною діяльністю та політикою, А. Межуліс був учителем латиської мови та директором Смілтенської гімназії . У 26 років він став директором школи. 
У 2023 році А.Межуліс очолив представництво Латвійського агентства інвестицій та розвитку в Україні .  Наразі він опікується багатьма питаннями підтримки України.
На муніципальних виборах 1997 року А. Межуліс був обраний до міської ради Смілтене зі списку «Смілтеней». Він також отримав підтримку виборців на виборах 2001 року, коли був обраний за списком партії «Latvijas Ceļš», а також був обраний головою ради. Цю посаду він зберіг навіть після муніципальних виборів 2005 року .
А. Межуліс тимчасово приєднався до партії «Jaunais laiks», а у 2006 році вийшов з неї, згодом приєднавшись до Першої партії Латвії в 2007 році. На муніципальних виборах 2009 року А.Межуліс знову був обраний до Смілтенської повітової ради, тепер вже зі списку партії LPP/LC, а також переобраний головою ради. 
У 2011 році А. Межуліс вийшов з партії LPP/LC. На муніципальних виборах 2013 року він балотувався як член партії «Альянс регіонів», а також був обраний до Смілтенської повітової ради та її головою.
Невдовзі А.Межуліс став членом ще однієї партії – Союзу фермерів Латвії (LZS) – і в 2014 році був обраний до 12-го Сейму від Союзу зелених і фермерів. Працював у парламенті в комісіях державного управління та місцевого самоврядування; сталого розвитку, державного управління та місцевого самоврядування. Також працював у спортивному підкомітеті комісії з питань освіти, культури та науки, підкомітеті у справах Балтії, комісії у закордонних справах, підкомітеті з удосконалення системи місцевого самоврядування державної адміністрації та комісії місцевого самоврядування, а також слідчій комісії Парламенту щодо ознак державного розкрадання та якості досудового розслідування у кримінальних провадженнях.  А. Межуліс також балотувалися від цієї ж політичної сили на виборах до 13-го Сейму в 2018 році та не був обраний.
У 2021 році на муніципальних виборах А. Межуліс був обраний до Ради смілтенського повіту зі спільного списку Союзу фермерів Латвії та Асоціації регіонів Латвії. Також увійшов  до складу постійної комісії ради з питань фінансів та розвитку та постійної комісії з соціальних питань та охорони здоров’я.  У 2022 році вийшов зі Спілки фермерів Латвії, оскільки  А. Межуліса не влаштовувало те, що багато речей не обговорювалися відкрито. «Є чинники, які треба було давно вирішити», – сказав політик в інтерв’ю газеті «Latvijas avīze». За його словами, тоді не допускався поділ політичної влади. Також поширювалася інформація, що А.Межуліс не планує балотуватися на виборах до Сейму і не вступатиме до іншої партії, але він міг би приєднатися до асоціації, сформованої бізнесменом Улдасом Піленасом .
1. ↑  Ainārs Mežulis - Zaļo un Zemnieku savienība, Politiskā partija "Latvijas Reģionu Apvienība" / Pašvaldību vēlēšanas 2021. www.lsm.lv (латис.). Процитовано 14 липня 2022.
2. ↑  Mazpilsētas māksla Rīgā. www.diena.lv. Процитовано 24 березня 2023.
3. ↑  LIAA pārstāvniecība Ukrainā | Latvijas Investīciju un attīstības aģentūra. www.liaa.gov.lv (латис.). Процитовано 24 березня 2023.
4. ↑  Uz vēlēšanām ar citu partijas piederību. www.diena.lv. Процитовано 24 березня 2023.
5. ↑  Ainārs Mežulis - Latvijas Republikas 12.Saeima. titania.saeima.lv. Процитовано 14 липня 2022.
6. ↑  v2, Olegs Boldirevs v1, Emils Brass. Deputāti. Smiltene (латис.). Архів оригіналу за 25 травня 2022. Процитовано 14 липня 2022. [Архівовано 2022-05-25 у Wayback Machine.]